# Molophilus tridigitatus
Molophilus tridigitatus är en tvåvingeart som beskrevs av Alexander 1947. Molophilus tridigitatus ingår i släktet Molophilus och familjen småharkrankar. Inga underarter finns listade i Catalogue of Life.